# Andau
Andau (ungarisch Mosontarcs, Tarcsa) ist eine Marktgemeinde mit 2266 Einwohnern (Stand 1. Jänner 2025) im Bezirk Neusiedl am See im Burgenland in Österreich.

## Geografie
Andau ist der einzige Ort in der Gemeinde. Er liegt am nordwestlichen Rand der Pannonischen Tiefebene. Die Ortschaft selbst befindet sich auf 119 Meter Seehöhe. Im Gemeindegebiet gibt es aber auf 113 m ü. A. auch einen Teich, welcher im Zuge von flächendeckendem Airborne Laserscanning als niedrigster Punkt Österreichs ermittelt wurde.
Durch das günstige Klima und die zahlreichen Sonnentage wird das Gebiet um Andau landwirtschaftlich vielseitig genutzt. Das Areal der Marktgemeinde gehört auch zum Nationalpark Neusiedlersee-Seewinkel.
Nachbargemeinden:
|                        | Halbturn                                    |        |
| Sankt Andrä am Zicksee | Kompassrose, die auf Nachbargemeinden zeigt |        |
| Tadten                 |                                             | Ungarn |

## Geschichte
Andau wird 1487 als Zantho erstmals urkundlich erwähnt. Diese Form geht auf das ungarische Wort szántó („Acker“) zurück; die Siedlung wurde also nach ihrer Lage an einem Acker benannt und die Gegend war ursprünglich von Ungarn besiedelt. Wie dies auch bei ursprünglich slawischen Ortsnamen in Ostösterreich zwischen 800 und 1200 üblich war, hatte man den ungarischen Anlaut /s/ zunächst als [ts] ins Deutsche übernommen. Später wurde dieser Anlaut mit der bei Ortsnamen häufigen mittelhochdeutschen Präposition ze identifiziert, wodurch als vermeintlich eigentlicher Name nur noch Andau übrig blieb. Auf denselben Ursprung geht auch der Name der burgenländischen Gemeinde Antau zurück.
Der Ort gehörte wie das gesamte Burgenland bis 1920/21 zu Ungarn (Deutsch-Westungarn). Nach Ende des Ersten Weltkriegs wurde nach zähen Verhandlungen Deutsch-Westungarn in den Verträgen von St. Germain und Trianon 1919 Österreich zugesprochen. Der Ort gehört seit 1921 zum neu gegründeten Bundesland Burgenland (siehe auch Geschichte des Burgenlandes).
Im Zuge des Ungarischen Volksaufstandes im Jahr 1956 flohen über 180.000 Menschen aus Ungarn in westliche Staaten. Eine der letzten Möglichkeit dazu war die Brücke von Andau über den Einser-Kanal, über die mehr als 70.000 Flüchtlinge nach Österreich gelangten. 1956 wurde die Brücke von sowjetischen Truppen gesprengt, 1996 aber wieder aufgebaut und erinnert daher heute an diese Zeit.
Mit der Brücke von Andau beschäftigt sich auch ein Film (Der Bockerer III) mit Karl Merkatz in der Hauptrolle.
Marktgemeinde ist Andau seit 1991 (durch VO 85).
Im Jahr 2018 wurde in Andau der österreichische Rekordwert von 127 Sommertagen registriert (bisheriger Rekordwert waren 120 Sommertage in Leibnitz 2003).

### Bevölkerungsentwicklung
| Andau: Einwohnerzahlen von 1869 bis 2025            | Andau: Einwohnerzahlen von 1869 bis 2025 | Andau: Einwohnerzahlen von 1869 bis 2025 | Andau: Einwohnerzahlen von 1869 bis 2025 | Andau: Einwohnerzahlen von 1869 bis 2025 |
| --------------------------------------------------- | ---------------------------------------- | ---------------------------------------- | ---------------------------------------- | ---------------------------------------- |
| Jahr                                                |                                          |                                          |                                          | Einwohner                                |
| 1869                                                | 1869                                     |                                          | 1.751                                    | 1.751                                    |
| 1880                                                | 1880                                     |                                          | 1.980                                    | 1.980                                    |
| 1890                                                | 1890                                     |                                          | 1.987                                    | 1.987                                    |
| 1900                                                | 1900                                     |                                          | 2.192                                    | 2.192                                    |
| 1910                                                | 1910                                     |                                          | 2.397                                    | 2.397                                    |
| 1923                                                | 1923                                     |                                          | 2.356                                    | 2.356                                    |
| 1934                                                | 1934                                     |                                          | 2.655                                    | 2.655                                    |
| 1939                                                | 1939                                     |                                          | 3.033                                    | 3.033                                    |
| 1951                                                | 1951                                     |                                          | 3.003                                    | 3.003                                    |
| 1961                                                | 1961                                     |                                          | 3.011                                    | 3.011                                    |
| 1971                                                | 1971                                     |                                          | 3.058                                    | 3.058                                    |
| 1981                                                | 1981                                     |                                          | 2.766                                    | 2.766                                    |
| 1991                                                | 1991                                     |                                          | 2.624                                    | 2.624                                    |
| 2001                                                | 2001                                     |                                          | 2.514                                    | 2.514                                    |
| 2011                                                | 2011                                     |                                          | 2.368                                    | 2.368                                    |
| 2021                                                | 2021                                     |                                          | 2.251                                    | 2.251                                    |
| 2025                                                | 2025                                     |                                          | 2.266                                    | 2.266                                    |
| Quelle(n): Statistik Austria, Gebietsstand 1.1.2021 |                                          |                                          |                                          |                                          |

## Kultur und Sehenswürdigkeiten

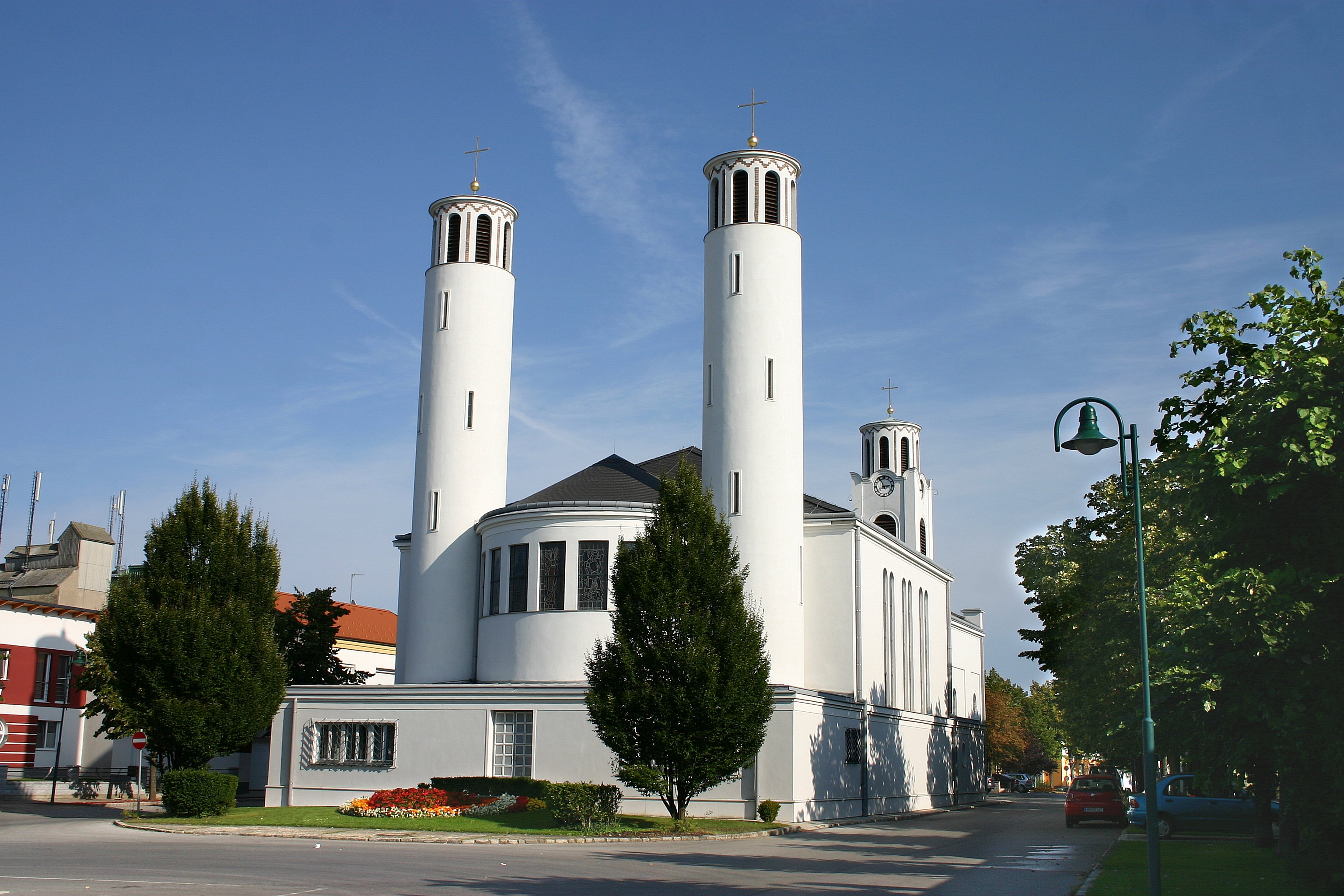
Die Pfarrkirche Andau in ihrer eigenwilligen Architektur

- Pfarrkirche Andau; 1747 als Kapellenbau errichtet und mehrfach erweitert
- Dreifaltigkeitssäule an der Straße nach Tadten; errichtet um 1920 mit der  (schwer entzifferbaren) Inschrift: Errichtet 1920 von der Witwe […] Unger, geborene Clara Lang zum Andenken an ihre von dem Kriege 1914 vergebens [zurück] erwarteten Kinder.
- Friedhofskapelle; laut Inschrift 1896 erbaut

## Wirtschaft und Infrastruktur
Im Juli 2010 wurde bekannt, dass das Tochterunternehmen des burgenländischen Stromversorgers Burgenländische Elektrizitätswirtschafts Aktiengesellschaft („BEWAG“), die Austrian Wind Power („AWP“) bis 2013 im Gebiet von Andau und Halbturn den Windpark Andau/Halbturn mit insgesamt 93 Windkraftanlagen mit einer Höhe von bis zu 186 Metern zu errichten plant. Bereits unmittelbar nach Bekanntwerden des Vorhabens gab es erste Proteste wegen der Anzahl und Höhe der Anlagen. Nachdem die Baugenehmigung Ende 2010 erteilt wurde, befindet sich der Windpark mit nun insgesamt 79 Windkraftanlagen seit August 2014 in Betrieb. Betrieben wird der Windpark von der Energie Burgenland Windkraft, einem Tochterunternehmen der Energie Burgenland. Mit einer installierten Leistung von 237 MW ist der Windpark Andau/Halbturn nach Daten des Windverbandes EWEA der drittgrößte Onshore-Windpark Europas.

## Politik

### Gemeinderat

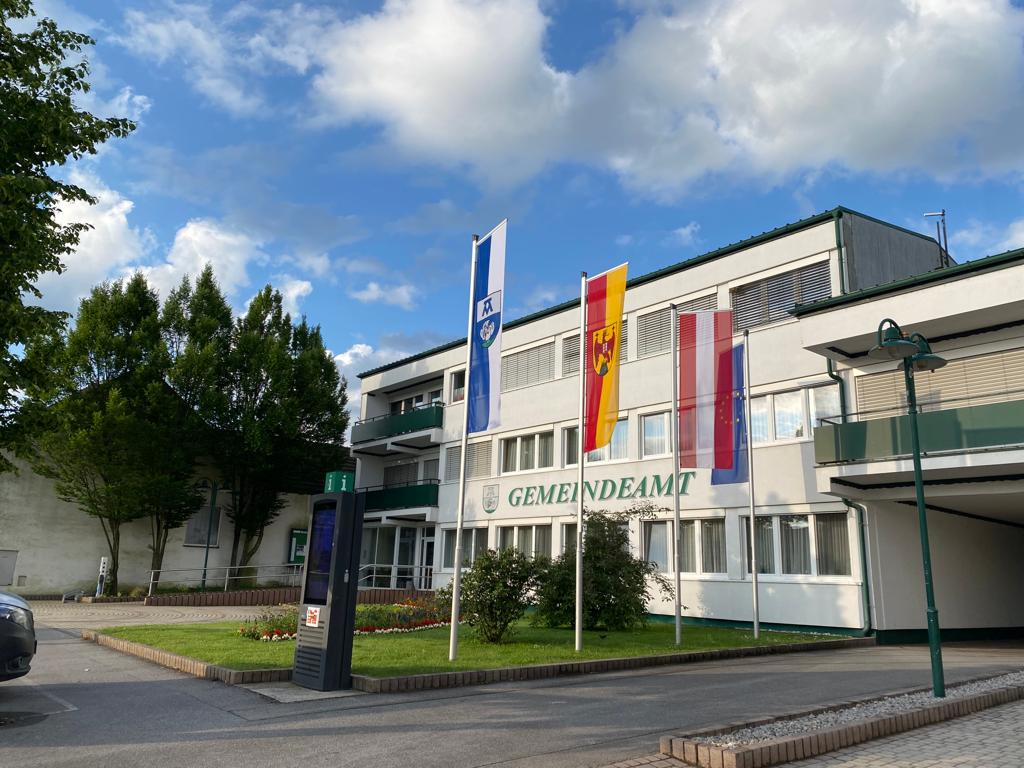
Gemeindeamt der Marktgemeinde Andau

Der Gemeinderat umfasst aufgrund der Einwohnerzahl 23 Sitze.
| Partei          | 2022  | 2022  | 2022  | 2017    | 2017    | 2017    | 2012    | 2012    | 2012    | 2007    | 2007    | 2007    | 2002    | 2002    | 2002    | 1997    | 1997    | 1997    |
| Partei          | Sti.  | %     | M.    | Sti.    |         | M.      | Sti.    | %       | M.      | Sti.    | %       | M.      | Sti.    | %       | M.      | Sti.    | %       | M.      |
| --------------- | ----- | ----- | ----- | ------- | ------- | ------- | ------- | ------- | ------- | ------- | ------- | ------- | ------- | ------- | ------- | ------- | ------- | ------- |
| SPÖ             | 985   | 57,23 | 14    | 705     | 43,98   | 10      | 959     | 54,27   | 13      | 1035    | 56,87   | 13      | 1234    | 65,36   | 15      | 1152    | 64,29   | 15      |
| ÖVP             | 629   | 36,55 | 8     | 765     | 47,72   | 11      | 718     | 40,63   | 9       | 706     | 38,79   | 9       | 568     | 30,08   | 7       | 542     | 30,25   | 7       |
| FPÖ             | 107   | 6,22  | 1     | 133     | 8,30    | 2       | 90      | 5,09    | 1       | 79      | 4,34    | 1       | 86      | 4,56    | 1       | 98      | 5,47    | 1       |
| Wahlberechtigte | 2246  | 2246  | 2246  | 2151    | 2151    | 2151    | 2265    | 2265    | 2265    | 2281    | 2281    | 2281    | 2283    | 2283    | 2283    | 2171    | 2171    | 2171    |
| Wahlbeteiligung | 81,83 | 81,83 | 81,83 | 81,73 % | 81,73 % | 81,73 % | 86,80 % | 86,80 % | 86,80 % | 85,58 % | 85,58 % | 85,58 % | 88,17 % | 88,17 % | 88,17 % | 90,83 % | 90,83 % | 90,83 % |

### Gemeindevorstand
Dem Gemeindevorstand gehören neben Bürgermeister Philipp Pelzer (SPÖ) und den Vizebürgermeistern Andreas Peck (ÖVP) und Dominik Hautzinger (SPÖ) die Gemeinderäte Markus Ebner (SPÖ), Pamela Lang (ÖVP), Bianka Thyringer (SPÖ) und Michael Thyringer (SPÖ) an.

### Bürgermeister
Bürgermeister der Gemeinde ist seit 2022 Philipp Pelzer (SPÖ).

### Chronik der Bürgermeister
- 1963–1992 Josef Peck (SPÖ)
- 1992–2012 Matthias Gelbmann (SPÖ)
- 2012–2022 Andreas Peck (ÖVP)
- seit 2022 Philipp Pelzer (SPÖ)

## Persönlichkeiten

### Söhne und Töchter der Gemeinde
- Jenny Groß (1863–1904), Schauspielerin
- Thomas Reeh (1875–1949), Landwirt und Politiker
- Josef Peck (1925–1997), Landwirt, Fassbinder und Politiker, von 1963 bis 1992 Bürgermeister von Andau
- Josef Schmall (1925–2003), Jurist und Politiker
- Johann Schwarz (* 1933), Landwirt und Politiker
- Franz Gyolcs (* 1960), Künstler

### Mit der Gemeinde verbundene Persönlichkeiten
- Udo Huber (* 1955), Radiomoderator, lebt seit 2008 in Andau[13][14]

## Bilderbogen von Andau

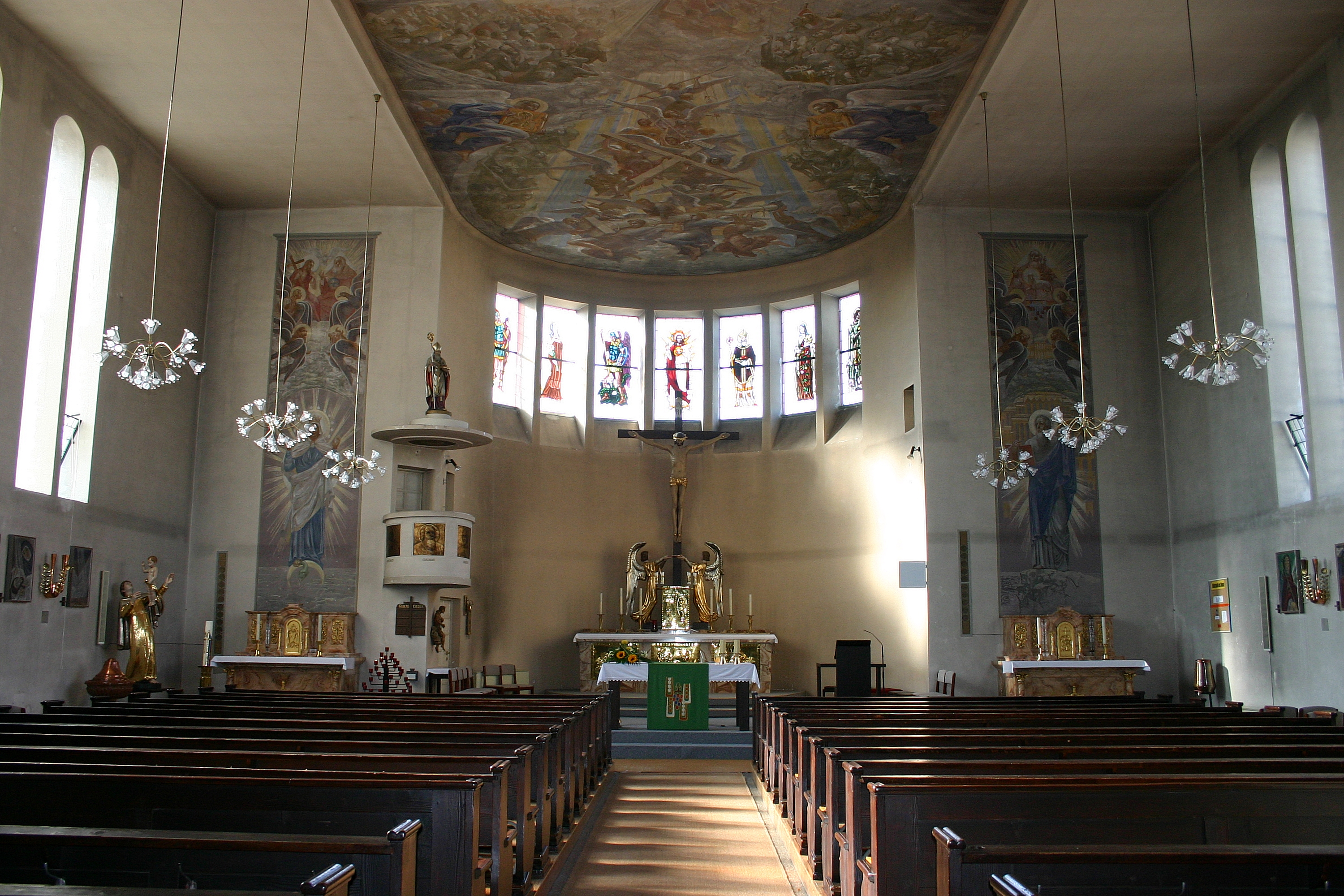
Innenansicht der Pfarrkirche
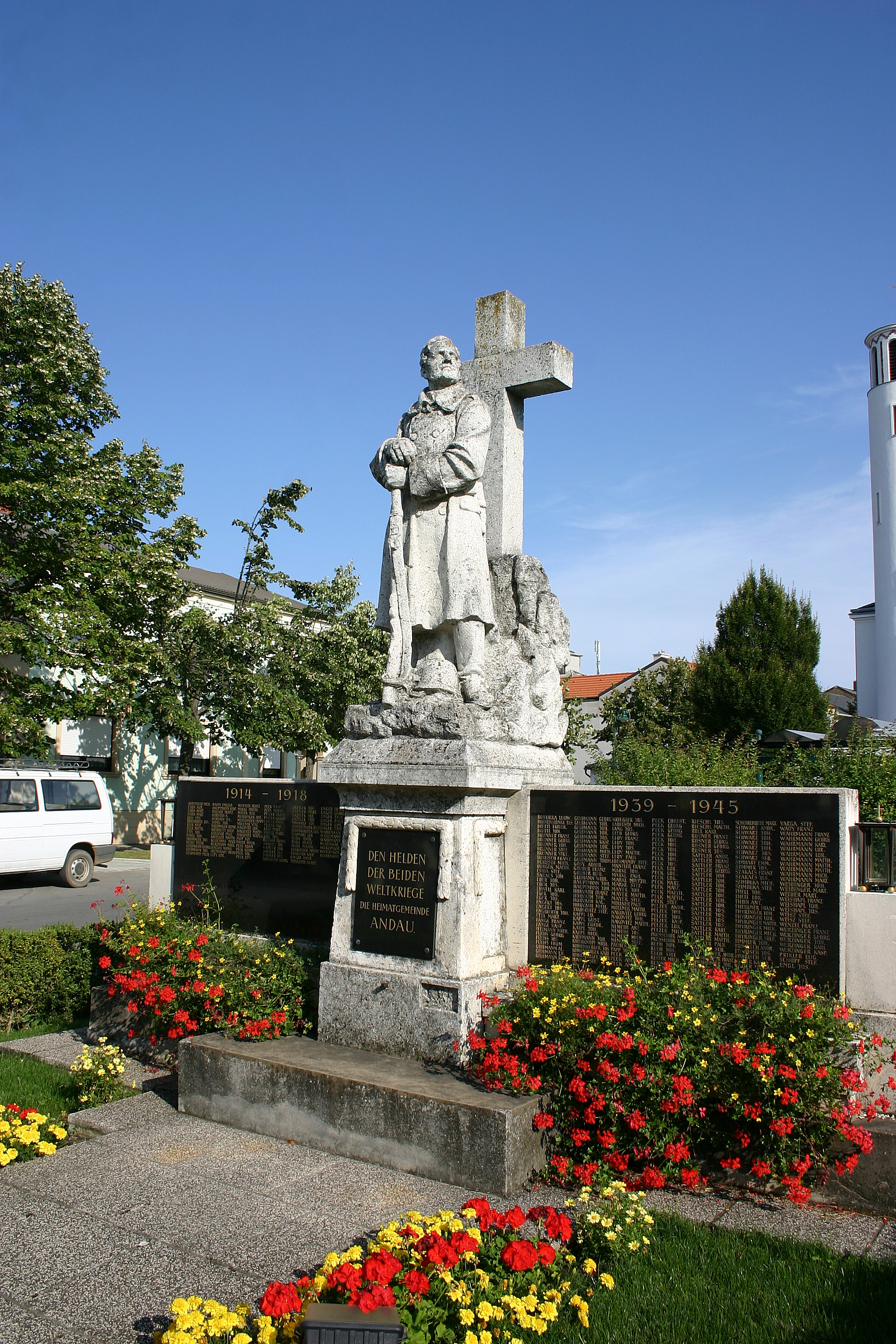
Denkmal für die Gefallenen und Vermissten des Ersten und Zweiten Weltkriegs
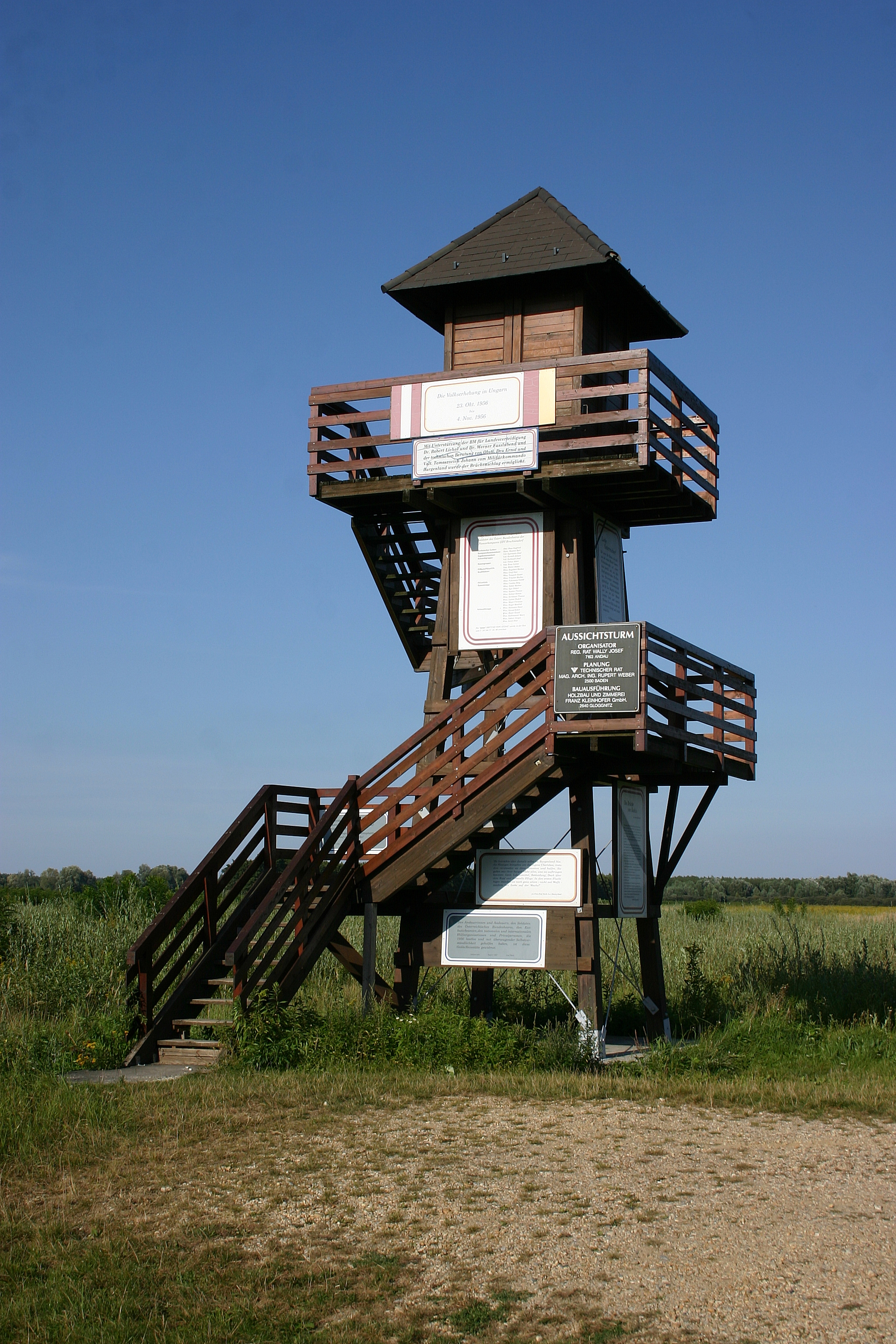
Aussichtsturm bei der Brücke von Andau
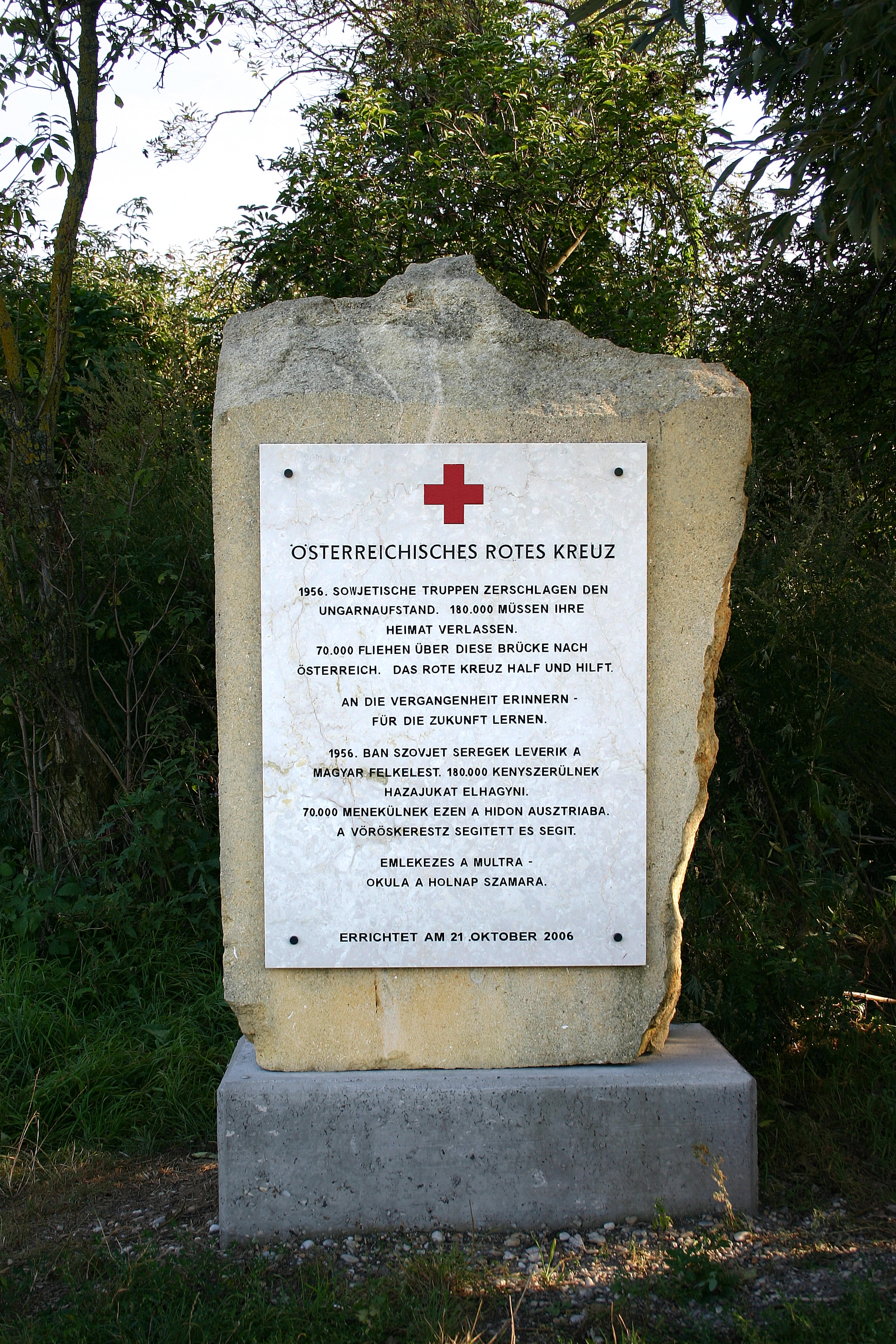
Gedenkstein des österreichischen Roten Kreuzes bei der Brücke von Andau
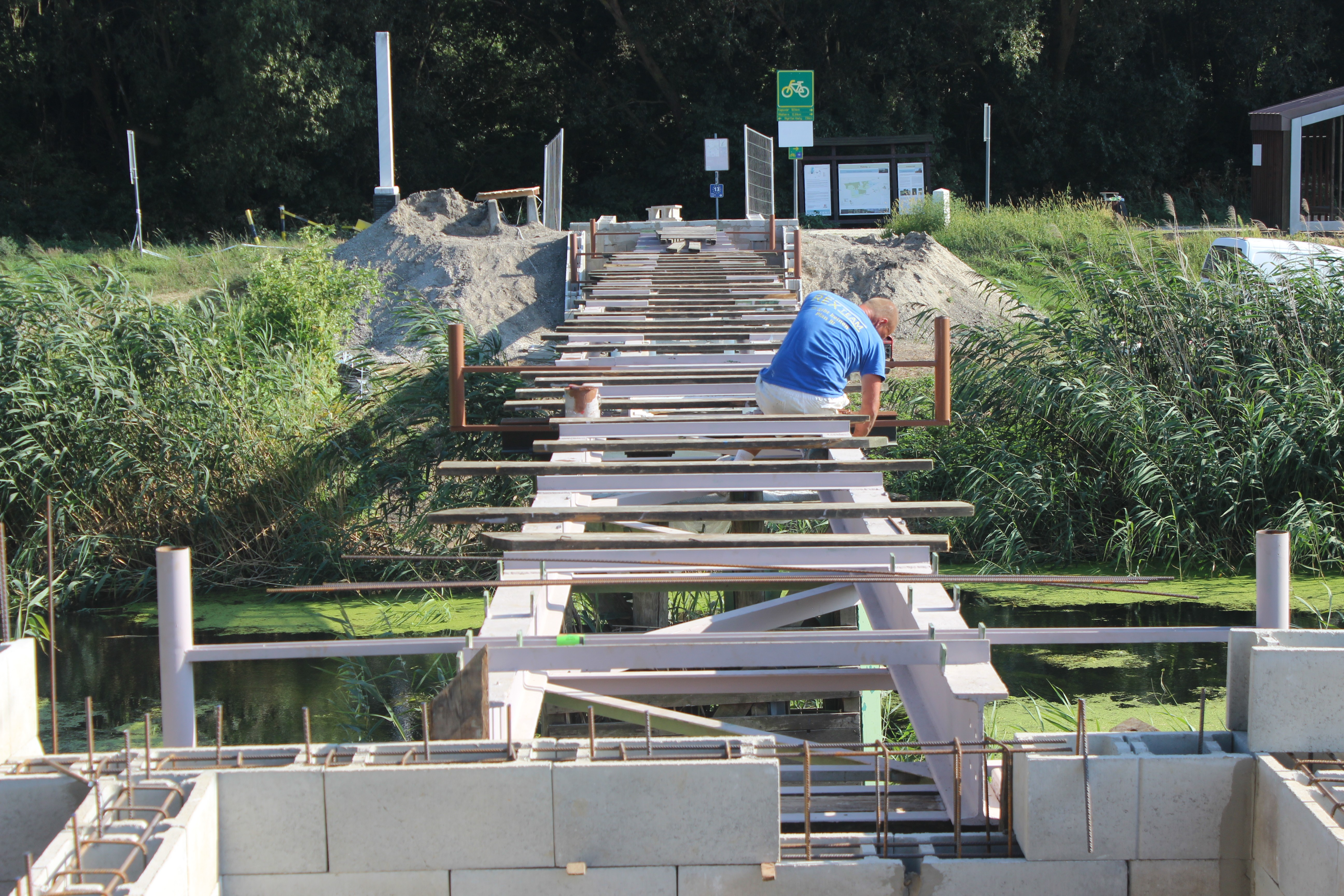
Sanierungsarbeiten an der Brücke von Andau (2022)
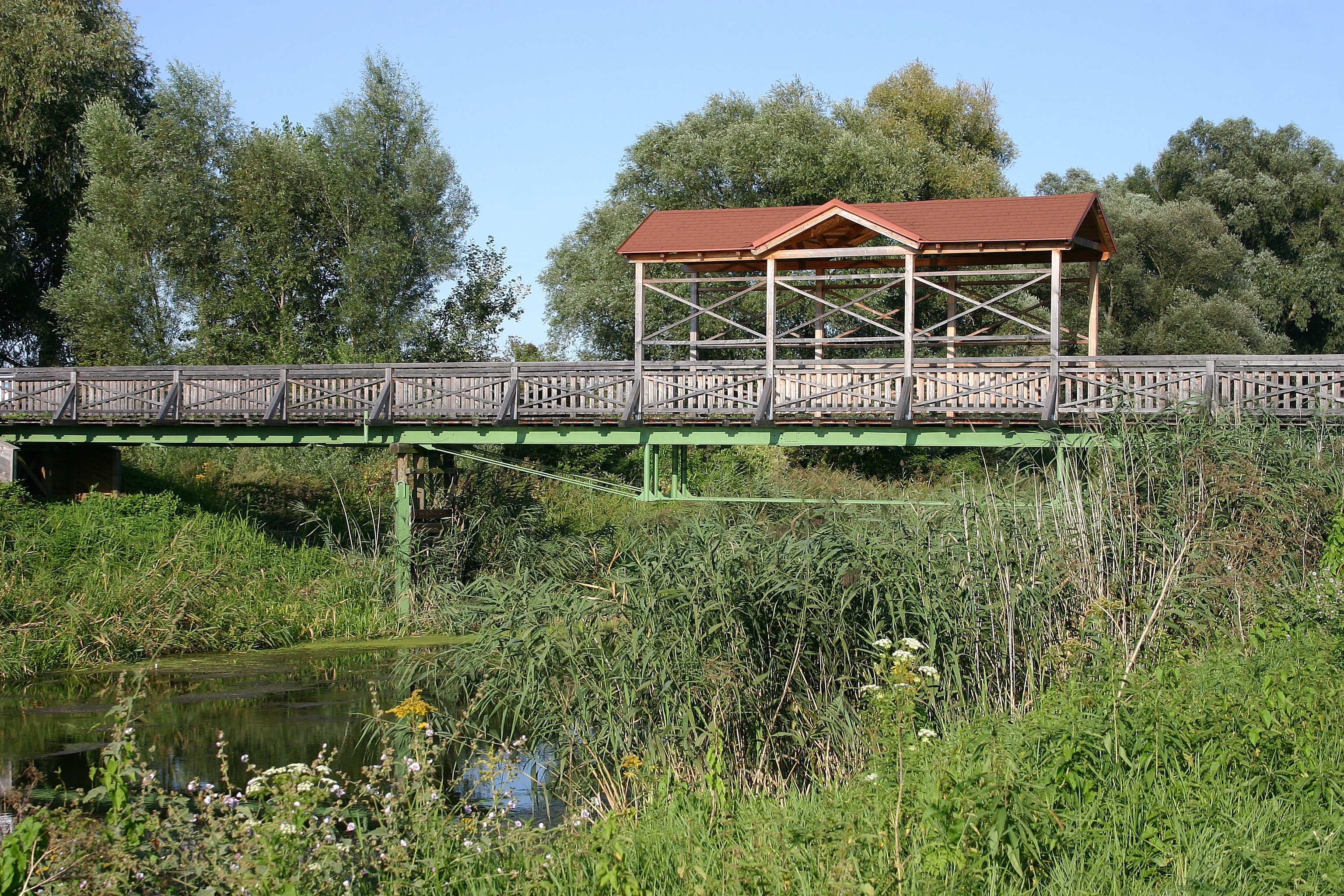
Detailaufnahme Brücke von Andau
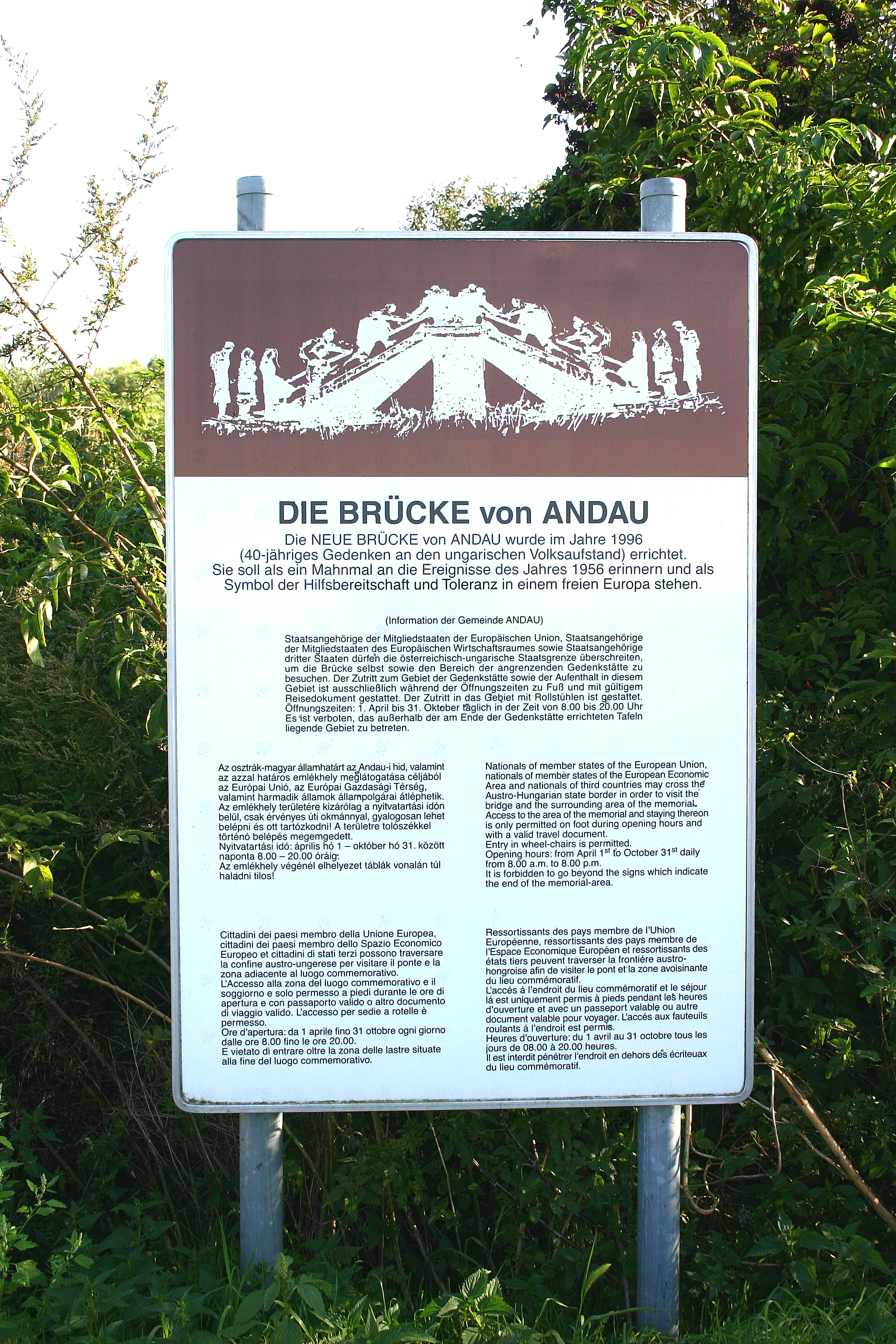
Gedenktafel bei der Brücke von Andau
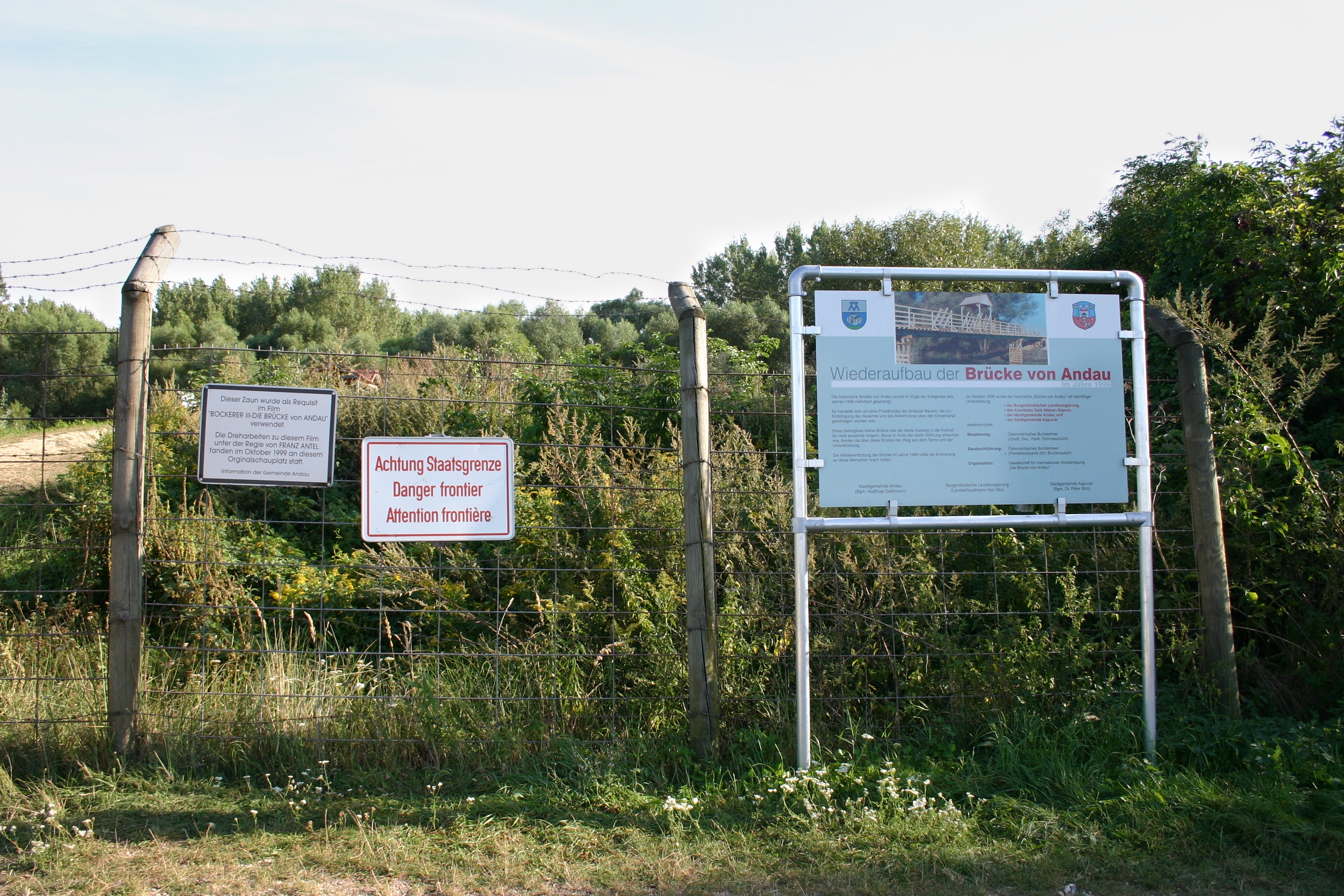
Kulisse für den Film Der Bockerer III – Die Brücke von Andau
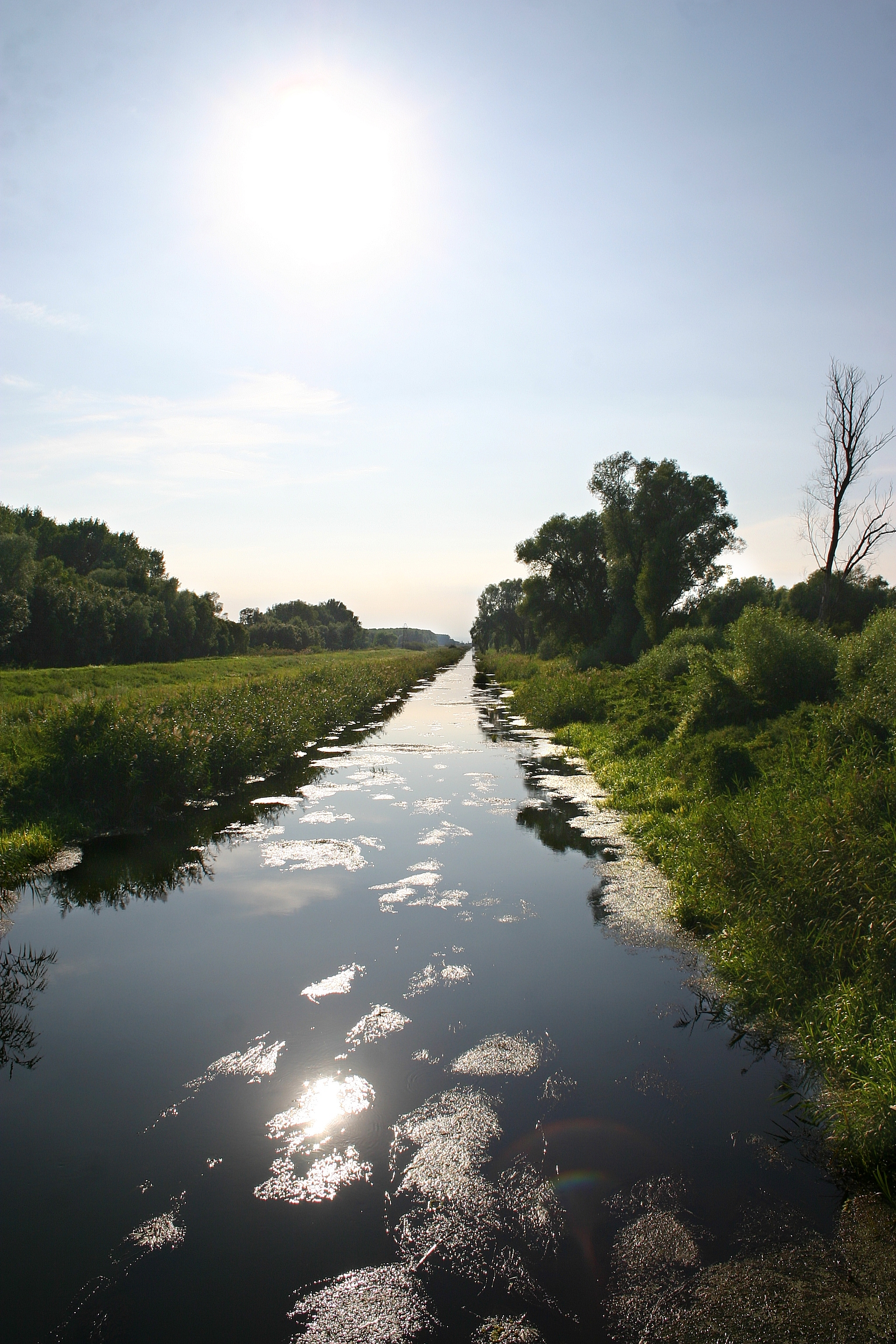
Der Einser-Kanal bildet die Staatsgrenze nach Ungarn
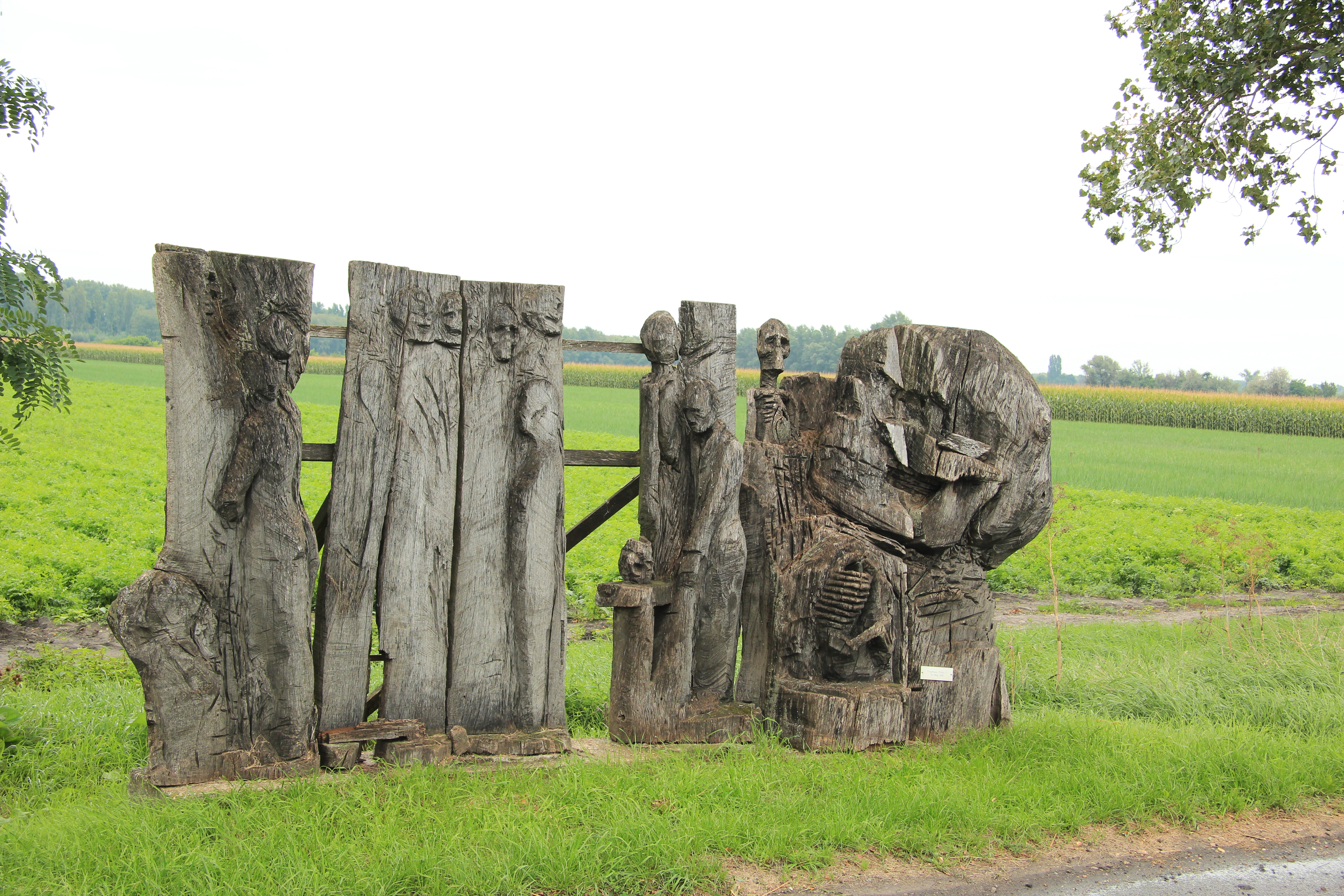
Skulpturen entlang der 9,2 Kilometer langen Fluchtstraße
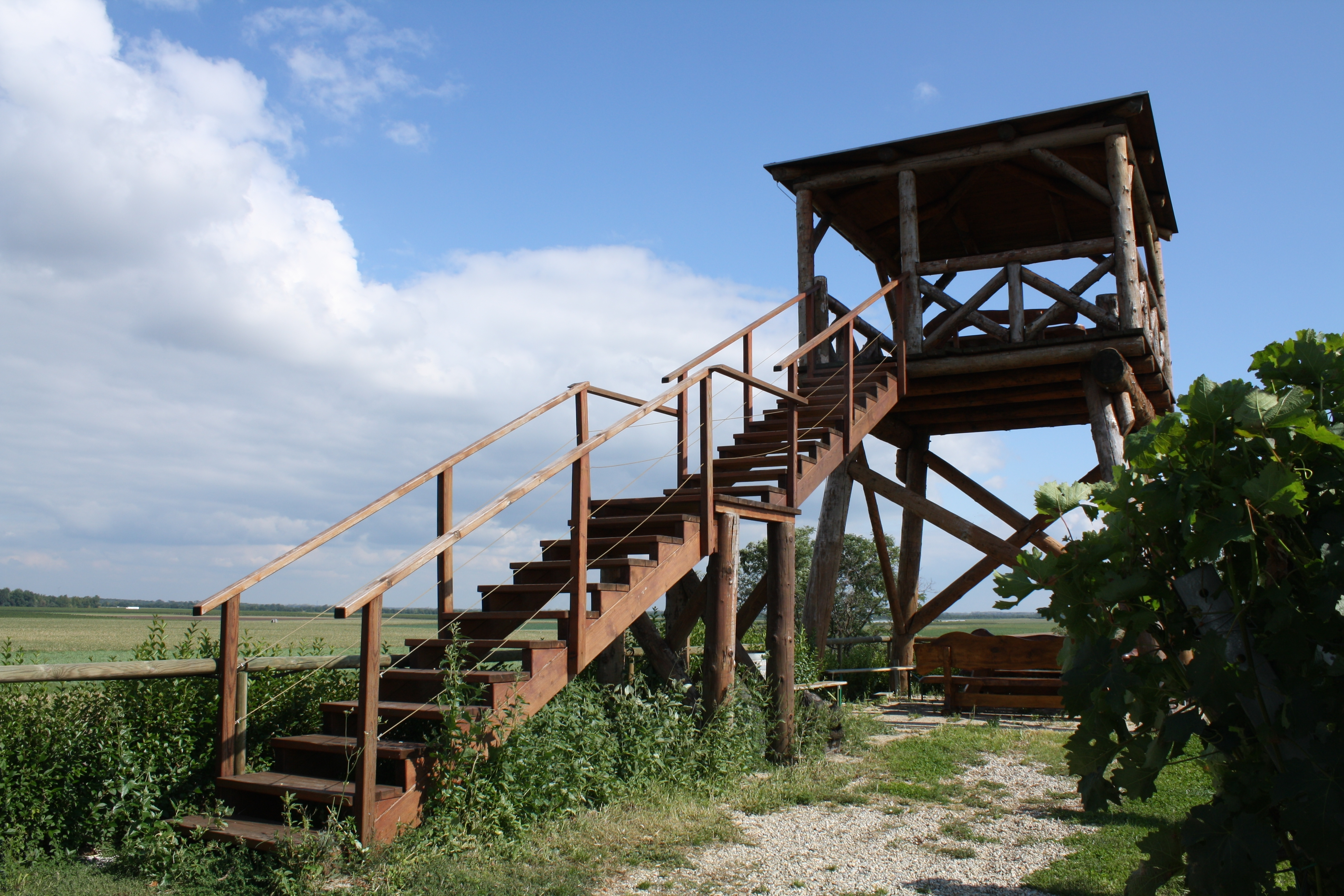
Aussichtsturm Andreasberg mit Schauweingarten
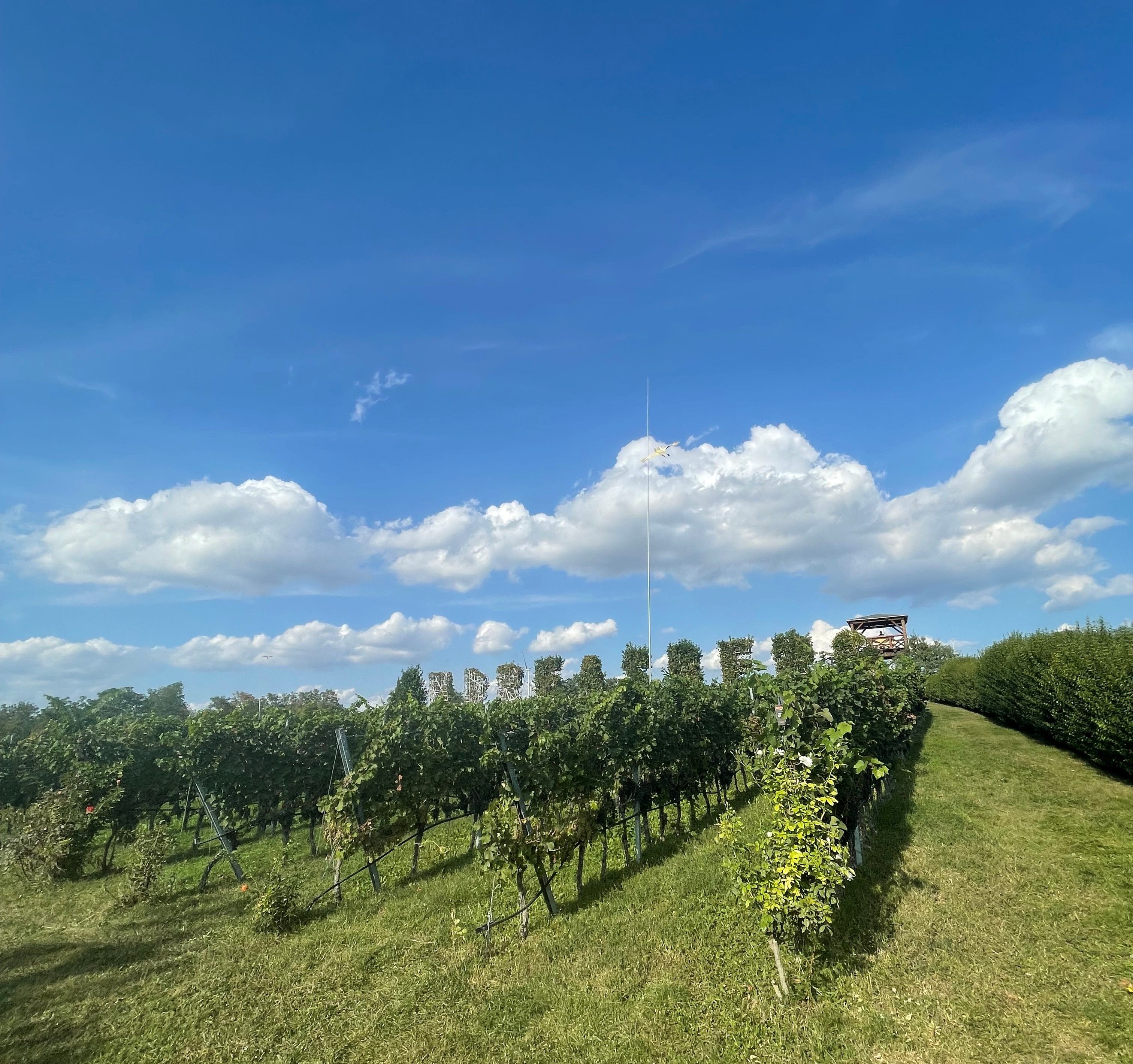
Schauweingarten am Andreasberg
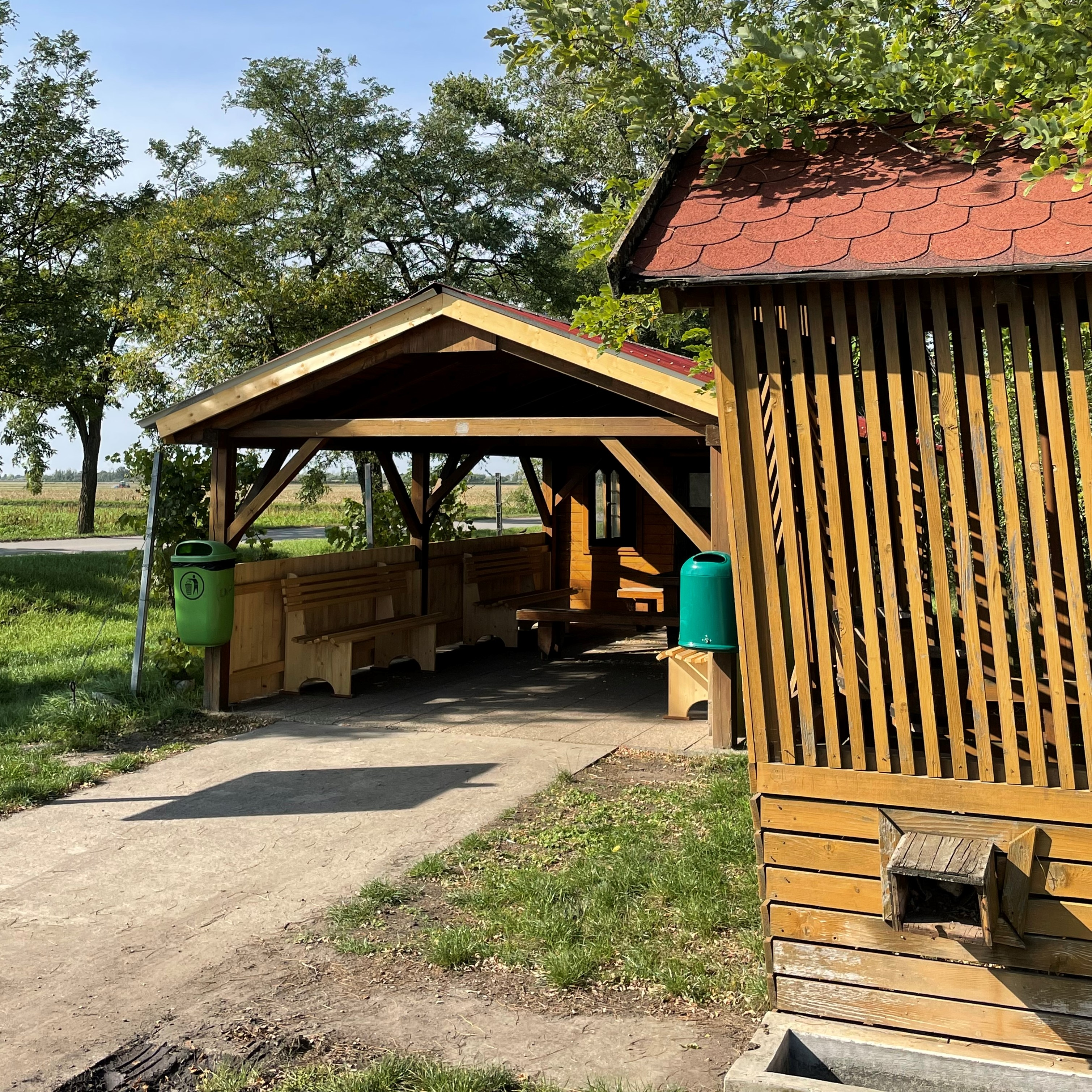
Infohütte am Dammweg, der 9,2 Kilometer langen Fluchtstraße
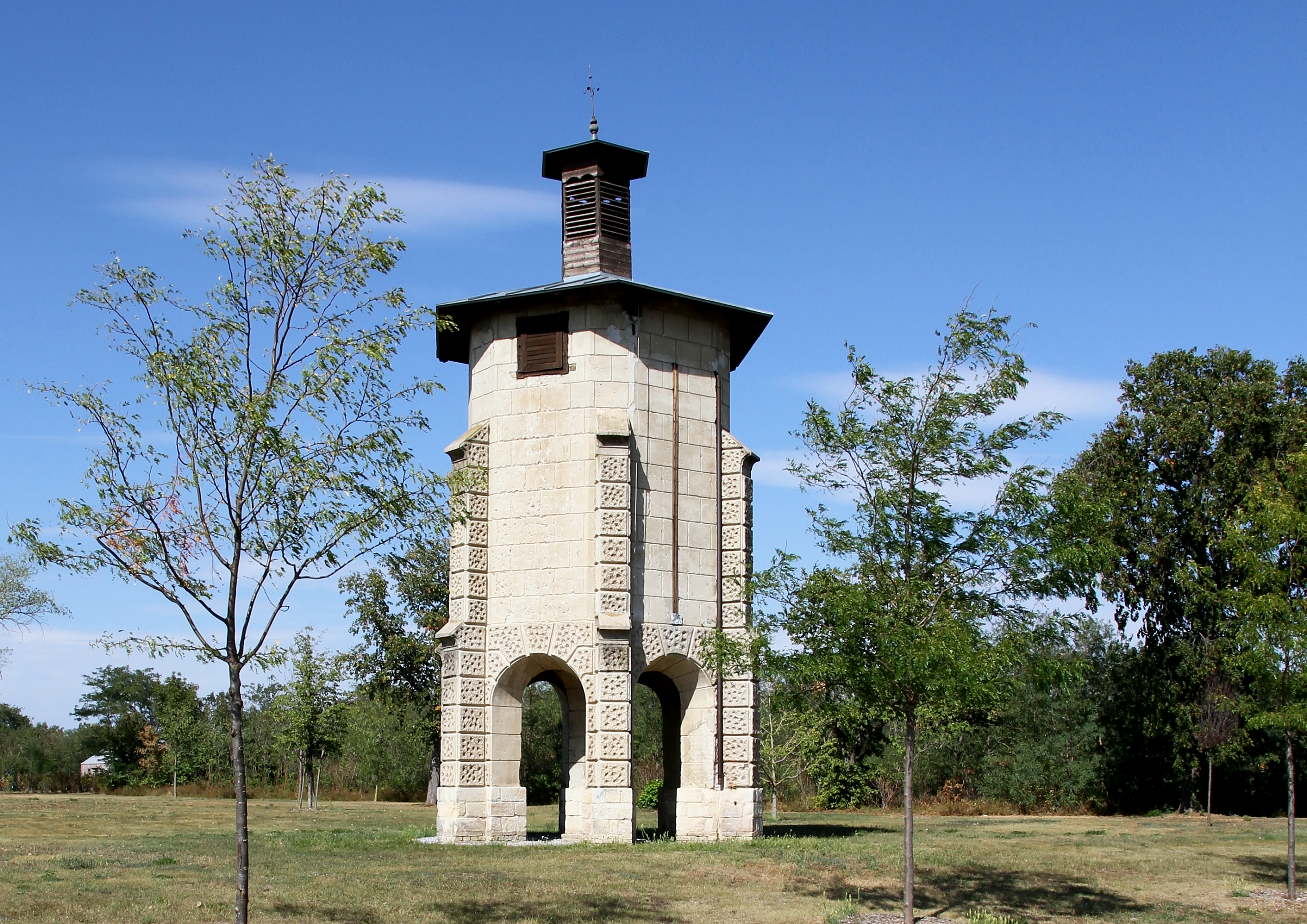
Wasserturm mit Glockentürmchen der Domaine Albrechtsfeld
Andau/Taresa (rechts unten) und Umgebung um 1873 (Aufnahmeblatt der Landesaufnahme)